# Касс-Лейк (город, Миннесота)
Касс-Лейк (англ. Cass Lake) — город в округе Касс, штат Миннесота, США. На площади 3 км² (3 км² — суша, водоёмов нет), согласно переписи 2002 года, проживают 860 человек. Плотность населения составляет 290,8 чел./км². Является административным центром индейской резервации Лич-Лейк.
- Телефонный код города — 218
- Почтовый индекс — 56633
- FIPS-код города — 27-10252[2]
- GNIS-идентификатор — 0655663[3]